# Téric Boucebci
 (janvier 2017).
Téric Boucebci, né le 28 août 1967 à Nice (Alpes-Maritimes), est un poète et écrivain.

## Biographie
Téric Boucebci a grandi à Alger et se définit comme un poète méditerranéen. Sur l’une ou l’autre rive, depuis plus de dix ans, il organise et participe à des lectures poétiques et des rencontres littéraires.
Il s’attache à développer des espaces de dialogues et favoriser une meilleure connaissance de l’autre. C’est dans cet esprit qu’il coorganise en 2003 « Poésie plurielle » à Alger en partenariat avec le centre culturel français d’Alger, le ministère algérien de la Culture, la Bibliothèque nationale et différentes structures culturelles (Arts et Culture, le Bastion 23, les médiathèques).
Cette même année, il crée une revue de poésie, 12x2, Poésie contemporaine des deux rives, afin de rassembler des poètes d'Algérie et des poètes d'autres pays. Quatre numéros ont paru qui réunissent des poètes algériens (Beida Chikhi, Majid Kaouah, Rachid Boudjedra, Jean Sénac, Hamid Tibouchi…), belges (Yves Namur…), français (Yves Broussard, André Ughetto, Jacques Lovichi, Jean Max Tixier, Frédéric Jacques Temple, Gérard Engelbach, Bernard Mazo, Jean Poncet…) et canadiens (Hélène Dorion, Claude Beausoleil…).
En 2003, il contribue à différentes publications en Algérie (sa revue 12x2, …), aux États-Unis (revue Osiris), en France (Les Archers, Autre Sud, revue Gratte Monde, Anthologie du Danube) et en Belgique (Maison de la Poésie de Namur).
En 2011 il crée avec plusieurs amis Yves Broussard, Françoise Donadieu, Joëlles Gardes, Daniel Leuwers, Jean Orizet, Jean Poncet, Jacques Lovichi, André Ughetto, Frédéric Jacques Temple, Jean-Max Tixier, la revue une revue Phoenix, Cahiers littéraires et internationaux, dont il est Directeur de publication.   
Le conseil de rédaction de la revue Phoenix est composé de Téric Boucebci, Yves Broussard (Directeur Littéraire), Jean Blot, François Bordes, Karim de Broucker, Myrto Gondicas, Emmanuelle Guattari, Jean-Pierre Luminet, Marie-Christine Masset, Marc-Paul Poncet, André Ughetto ( Rédacteur en Chef).

## Publications
- Les Vents bleus, éditions ENAG, Algérie, 2009
- Ayesha, éditions Dalimen, Algérie, 2009